# トリノ条約 (1381年)
トリノの和約 (イタリア語:Pace di Torino)、もしくは1381年のトリノ条約は、キオッジャ戦争（第四次ヴェネツィア・ジェノヴァ戦争）の終戦条約としてヴェネツィア共和国とジェノヴァ連合軍（ジェノヴァ共和国、ハンガリー王国、オーストリア大公国、パドヴァ）の間にサヴォイア伯国の仲介の元で結ばれた条約。
ヴェネツィアはミラノ・ヴィスコンティ家やキプロス王国と同盟して戦い、一時はヴェネツィア本国が占領の危機にさらされたものの盛り返した。しかしヴェネツィアの疲弊と費やした戦費は大きく、多くの点で譲歩した条約を結ばざるを得なくなった。

## 内容
1381年8月8日、サヴォイア伯アメデーオ6世の仲介のもと、両陣営の間で和約が結ばれた。実際には連合軍の各国が個別にヴェネツィアと条約を結んだため、条約は4つある。エーゲ海の要衝で、ダーダネルス海峡を塞ぎジェノヴァの黒海貿易を脅かしうるその戦略的価値からキオッジャ戦争の発端となったテネドス島は、ヴェネツィアからサヴォイアに割譲され、将来的に軍事利用されないように、要塞の破棄とギリシア人住民のクレタ島・エヴィア島への移住が取り決められた。またヴェネツィアは、ジェノヴァとの戦争を続行していたキプロス王国のピエール2世やビザンツ帝国のヨハネス5世パレオロゴスとの同盟を破棄させられた。ヨハネス5世は長男のアンドロニコス4世パレオロゴスおよびその同盟者であるジェノヴァと争っており、1379年に彼をトラキアへ追って復位していたが、トリノの和約の後にジェノヴァの禁輸に音を上げ、アンドロニコス4世の継承権を認めざるを得なくなった。
ヴェネツィアの商人は、黒海における拠点だったタナイスの使用を2年間禁止され、代わりにジェノヴァの植民地だったカッファの利用を強制された。
ハンガリーに対しては、ヴェネツィアは毎年7000ドゥカートの賠償金を払い、その代わりにハンガリーの船舶はパルメンタリア岬からリミニまでのアドリア海にそそぐ河川を航行しないことになった。ダルマティアの商人は、ヴェネツィアで3万5000ドゥカート以上の商品を買うことを禁じられた。またヴェネツィアはハンガリーのダルマティア領有を承認した。 オーストリアとの条約ではコネリアーノとトレヴィゾを割譲し、大陸領をほとんど失った。またトリエステはヴェネツィアの支配から解放されたが、ヴェネツィアのドージェへ毎年の貢納を義務付けられた。パドヴァとの間では、相互に損害賠償を行うこととなった。あまり積極的に参戦しなかったミラノについては条約で特に取り決めは無かった。

## 結果
この条約によりジェノヴァは恒久的な利益を得た。1390年代から1400年代にかけ、ダーダネルス海峡を支配しつつあるオスマン帝国に対抗するためにテネドス島の要塞を再建する試みがおきたが、ジェノヴァはヴェネツィアの支配が再び及ぶことを恐れ、またヴェネツィアは島を教皇領やビザンツ帝国、ヨハネ騎士団などの第三者が保有することも拒否したため、テネドス島は周辺海域が完全にオスマン帝国の支配下に落ちるまで更地のままだった。ジェノヴァは1453年のコンスタンティノープル陥落まで、黒海貿易の独占体制を維持した。ヴェネツィアはキプロスとの貿易の大部分が出来なくなり、代わりにジェノヴァが東地中海の島々を支配した。これは1464年にキプロス王国に敗れ追放されるまで続いた。
しかし他の連合国とヴェネツィアとの間の合意はあまり維持されなかった。ヴェネツィアは一時的な停滞期を迎えるが、その後周辺国が問題を抱えたことで急速に大陸での勢力を回復した。パドヴァのフランチェスコ1世ダ・カッラーラは1382年にオーストリアからトレヴィゾを与えられたが、1388年にミラノに敗北を喫した結果ヴェネツィアに奪い返されてしまった。ハンガリーは1397年までヴェネツィアから賠償金の支払いを受けていたが、ニコポリス十字軍の敗北で賠償金を受け取る権利がブルゴーニュ公国に譲渡されると、ヴェネツィアは支払いを打ち切った。正式にこの貢納協定が破棄されたのは1424年だった。ダルマティアでも内戦が勃発し、ヴェネツィアは1409年以降その支配を回復していった。